# Bjórdagur

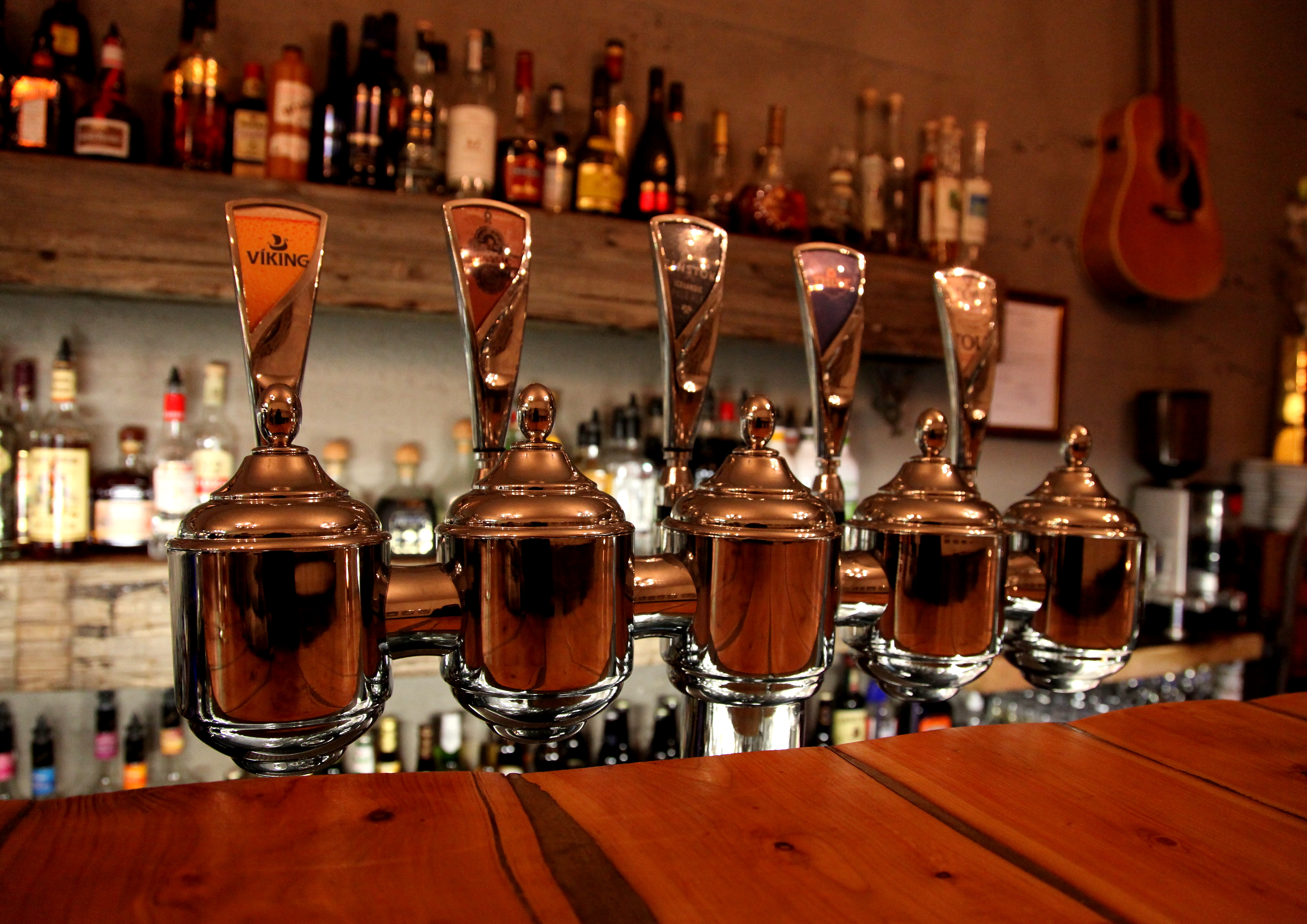
Grifos de cerveza islandesa en un bar de Reikiavik.

El Bjórdagur (Día de la cerveza en islandés, también denominado Bjórdagurinn) es una celebración nacional de Islandia que tiene lugar cada primero de marzo en conmemoración del levantamiento de la prohibición de beber cerveza, que había estado vigente durante setenta y cuatro años, entre 1915 y el 1 de marzo de 1989.

## Origen
En el año 1908, los islandeses aprobaron mediante un referéndum la prohibición de todas las bebidas alcohólicas, una ley seca que entraría en vigor el 1 de enero de 1915 tras obtener un 60% de votos a favor. Aparte de los movimientos contra el alcoholismo, se sumó el proceso islandés de independencia de Dinamarca, ya que se veía la cerveza como una bebida más danesa que nacional. En 1921, se incluyó una excepción en la norma después de que España se negara a comprar pescado (el principal producto de exportación islandés) a menos que Islandia volviera a comprar vinos españoles. Posteriormente, tras un nuevo referéndum en 1935, el pueblo islandés aceptó la legalización de las bebidas espirituosas. Sin embargo, la cerveza fuerte (por encima de 2,25% de alcohol por volumen) no se contempló en esta actualización de la ley, para contentar al Movimiento por la Templanza, que argumentaba que la cerveza, al ser más barata que las bebidas destiladas, conllevaría más depravación.
Los islandeses esquivaban la prohibición sobre las cervezas con mayor contenido de alcohol de distintas maneras, algunas ilegales, como la elaboración casera de cerveza, o el contrabando, y otras legales, como añadir bebidas destiladas legales a la cerveza baja en alcohol, técnica conocida como bjórlíki. A medida que los viajes internacionales y el turismo crecían, los islandeses se ponían cada vez más en contacto con las cervezas extranjeras, lo cual llevó a varios intentos en el parlamento para derogar la prohibición, pero dichas reformas acababan siendo rechazadas. Sí se permitió, desde 1980, que los islandeses compraran cerveza en sus viajes y la trajeran de vuelta, lo cual se convirtió en una obligación tácita para los turistas islandeses. En 1985, la prohibición perdió muchos apoyos, ya que el ministro de justicia, totalmente abstemio, prohibió a los bares añadir bebidas espirituosas a la cerveza no alcohólica legal para imitar cervezas fuertes. Poco después, la cerveza consiguió su legalización en una votación en la que todos los miembros de la cámara alta del parlamento islandés estuvieron presentes y votaron 13 a 8 para permitir su venta, lo cual acabó con la prohibición en la isla.

## Celebración
Con motivo del fin de la prohibición, los islandeses han seguido celebrando cada año el Bjórdagur bebiendo grandes cantidades de cerveza en bares, restaurantes y clubes, aunque el fervor de los primeros años se ha relajado considerablemente con el paso del tiempo. Aquellos bares localizados en Reikiavik, la capital y ciudad más grande de Islandia, se encuentran especialmente alborotados durante el Bjórdagur. Es habitual realizar un “Rúntur” (ir de bar en bar), como forma de conocer los establecimientos y las cervezas locales de la ciudad, en la que muchos bares permanecen abiertos de forma excepcional hasta las 4:00 a. m. al día siguiente. La legalización de cerveza es aún hoy un hito cultural en Islandia, y supuso un cambio sustancial en las preferencias alcohólicas de la población, ya que ahora es la cerveza la bebida alcohólica preferida por los islandeses, a pesar de que un notable porcentaje de la población sigue siendo abstemia.
La celebración del Día de la Cerveza en Islandia ha inspirado un acontecimiento similar en los Estados Unidos, conocido como Iceland Beer Day o IBD.